# 사회주의해방당
사회주의해방당(영어: Party for Socialism and Liberation; PSL)은 미국의 공산주의 정당이다. 2004년 노동자세계당(WWP)에서 분당하여 창당되었다.

## 같이 보기
- 미국의 좌파
- 미국의 사회주의 운동
- 노동자세계당
- 미국 민주사회주의자들
- 미국 공산당
- 사회주의 대안 (미국)